# Пабло Аррая
Пабло Аррая (ісп. Pablo Arraya; нар. 21 жовтня 1961) — колишній перуанський тенісист.
Найвищу одиночну позицію світового рейтингу — 29 місце досяг 13 серпня 1984, парну — 85 місце — 25 червня 1984 року.
Здобув 1 одиночний титул.
Найвищим досягненням на турнірах Великого шолома було 3 коло в одиночному розряді.
Завершив кар'єру 1991 року.

## Фінали за кар'єру

### Одиночний розряд (1–4)
| Результат | W/L | Дата     | Турнір          | Покриття | Суперник           | Рахунок       |
| --------- | --- | -------- | --------------- | -------- | ------------------ | ------------- |
| Поразка   | 0–1 | Вер 1981 | Мадрид, Іспанія | Ґрунт    | Іван Лендл         | 3–6, 2–6, 2–6 |
| Поразка   | 0–2 | Вер 1982 | Бордо, Франція  | Ґрунт    | Ганс Гільдемайстер | 5–7, 1–6      |
| Перемога  | 1–2 | Вер 1983 | Бордо, Франція  | Ґрунт    | Хуан Агілера       | 7–5, 7–5      |
| Поразка   | 1–3 | Лис 1983 | Тулуза, Франція | Килим    | Гайнц Ґюнтгардт    | 0–6, 2–6      |
| Поразка   | 1–4 | Вер 1986 | Палермо, Італія | Ґрунт    | Ульф Стенлунд      | 2–6, 3–6      |

### Парний розряд (1–3)
| Результат | W/L | Дата     | Турнір            | Покриття | Партнер         | Суперники                      | Рахунок       |
| --------- | --- | -------- | ----------------- | -------- | --------------- | ------------------------------ | ------------- |
| Поразка   | 0–1 | Сер 1982 | Норт-Конвей, США  | Ґрунт    | Ерік Фромм      | Шервуд Стюарт Ферді Тейган     | 2–6, 6–7      |
| Перемога  | 1–1 | Вер 1983 | Палермо, Італія   | Ґрунт    | Хосе Луїс Клерк | Тіан Вільюн Дані Віссер        | 1–6, 6–4, 6–4 |
| Поразка   | 1–2 | Чер 1988 | Афіни, Греція     | Ґрунт    | Карел Новачек   | Рікард Берг Пер Генрікссон     | 4–6, 5–7      |
| Поразка   | 1–3 | Лип 1991 | Кіцбюель, Австрія | Ґрунт    | Дмитро Поляков  | Томас Карбонелл Франсіско Ройг | 7–6, 2–6, 4–6 |